# Dijkgraafplein
Dijkgraafplein (« Place du Garde des Digues » en néerlandais) est une place de la ville d'Amsterdam dans le quartier d'Osdorp aux Pays-Bas. La place est nommée d'après le bureau du Dijkgraaf (le président de la commission de l'eau) en 1962.
Depuis 1962, le tramway 17 se termine sur cette place. De 1971, la ligne 1 a également commencé ici. En 2001, la ligne 1 a commencé à aller à travers un nouveau tramway à De Acker et la ligne 17 a de nouveau été étendue à la Dijkgraafplein, tout comme entre 1962 et 1971.
Sur la Dijkgraafplein se situe les fameuses maisonnettes du pont suspendu construites par l’architecte J.P. Kloos.